# Thomas Leif
Thomas A. Leif (* 13. März 1959 in Daun; † 30. Dezember 2017) war ein deutscher Journalist, Film- und Sachbuchautor und Politologe. Er war Gründer und von 2001 bis Mitte 2011 ehrenamtlicher Vorsitzender des Netzwerk Recherche.

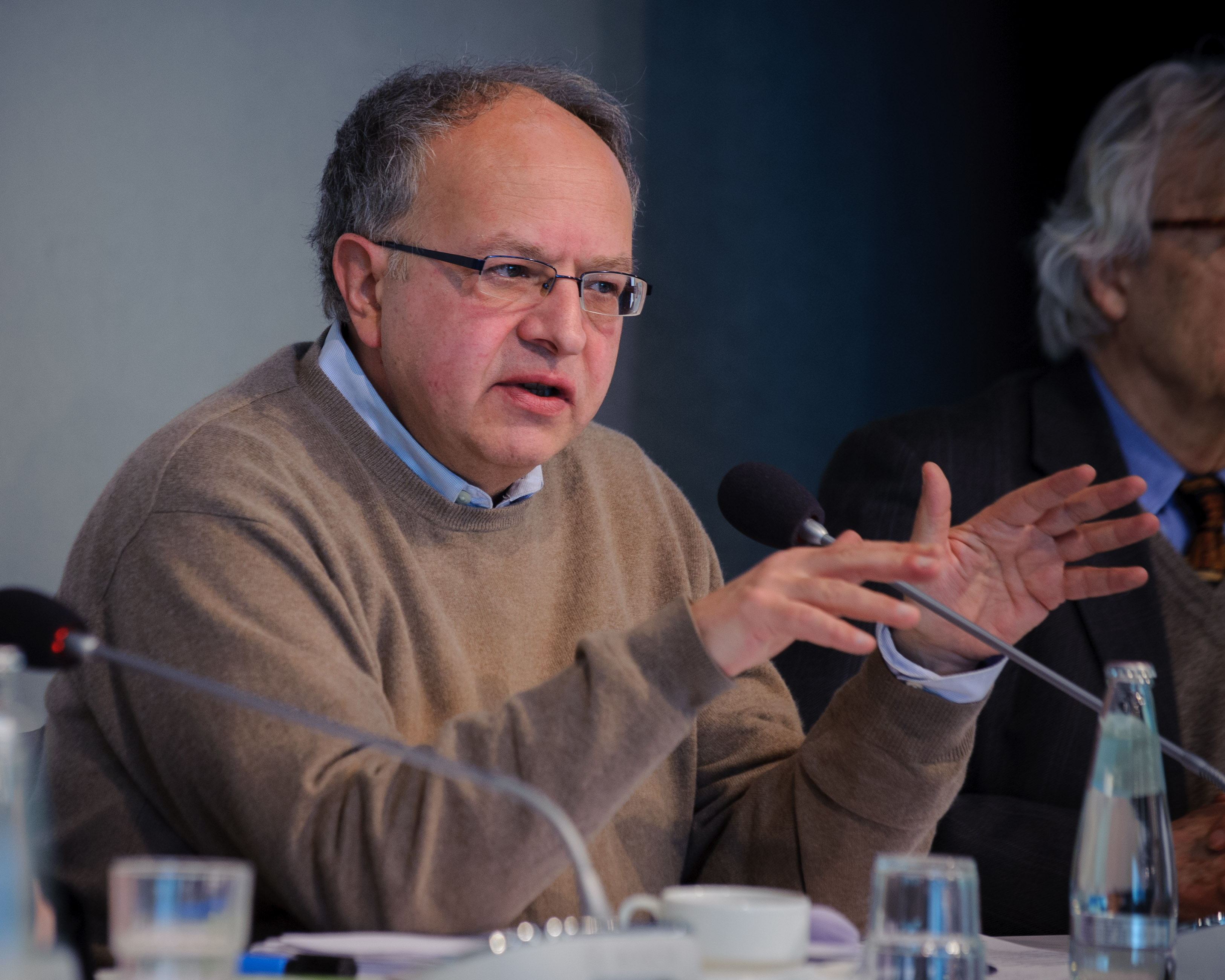
Thomas Leif (2013)

## Werdegang
Als vierter von sechs Söhnen wuchs Thomas Leif in einem sehr politischen Haushalt auf. Sein Vater, Alois Leif, war damals im Stadtrat, Verbandsgemeinderat und Kreistag aktiv. Thomas Leif entwickelte schon im jungen Alter eine Begeisterung für Recherchen, als er sich darüber für ein Schulprojekt engagierte. So berichtete er in der 12. Klasse in einem Dreier-Team über die Novemberrevolution von 1918/19 und gewann den Gustav-Heinemann-Schülerpreis.
Leif studierte nach dem Abitur am Geschwister-Scholl-Gymnasium Daun von 1978 bis 1985 Politikwissenschaft, Publizistik und Pädagogik an der Johannes Gutenberg-Universität Mainz und der Universität Frankfurt. 1990 wurde er bei Andreas Buro an der Universität Frankfurt mit der Dissertation Die strategische (Ohn-)Macht der Friedensbewegung: Kommunikations- und Entscheidungsstrukturen in den achtziger Jahren zum Dr. phil. promoviert. Er war in dieser Zeit Stipendiat der Friedrich-Ebert-Stiftung.
Seit 1977 war Leif zunächst als Journalist und Autor zu den Themenfeldern Demokratieentwicklung, Partizipation, Lobbyismus und Politikberatung tätig, anfangs als freier Mitarbeiter für den ARD-Hörfunk und das SR Fernsehen. Ab 1985 arbeitete Leif als fester freier Mitarbeiter für ARD-aktuell und Report Baden-Baden, ab 1995 als festangestellter Redakteur für das SWR Fernsehen und seit 1997 als Chefreporter Fernsehen beim SWR in Mainz. In der Zeit danach arbeitete er an zahlreichen dokumentarischen Filmen und publizierte unter anderem auch viele Bücher. Es gelang ihm den Büchern Die fünfte Gewalt. Lobbyismus in Deutschland aus dem Jahre 2005 und Beraten und verkauft. McKinsey und Co, Die Tricks der Unternehmensberater ein größeres Publikum zu erreichen.
Ehrenamtlich war Thomas Leif von 2001 als Vorsitzender von Netzwerk Recherche tätig, bis er 2011 die Journalistenvereinigung verlassen musste. Vorstandsmitglieder fanden bei einer Prüfung der Einnahme-Ausgabe-Abrechnungen im Mai 2011 heraus, dass das Netzwerk Recherche offenbar Veranstaltungszuschüsse von der Bundeszentrale für politische Bildung (bpb) erhalten hatte, die rechtlich nicht zulässig waren. Der zweite Vorsitzende Hans Leyendecker beauftragte im Juni unabhängige Wirtschaftsprüfer, welche den Verdacht bestätigten. So sollen über einen Zeitraum von vier Jahren insgesamt 75.000 Euro für Jahrestreffen erhalten worden sein, welche Netzwerk Recherche nicht zustünden. Das führte bei Hans Leyendecker zu der Befürchtung, „die Glaubwürdigkeit eines Vereins wie Netzwerk Recherche (könne) erschüttert“ werden. Leif übernahm für den Vorfall die volle Verantwortung, während gleichzeitig seine Kollegen und Kolleginnen ihm weder seinen Erfolg, noch seine guten Absichten mit dem Verein absprechen wollten. Der Betrag wurde daraufhin vollständig zurückgezahlt. Trotzdem traf der Verein den Schluss, sich selber öfter zu kontrollieren und transparenter zu agieren.
Thomas Leif zeigte großes Engagement, die deutsche Recherchekultur voranzutreiben und zu unterstützen. Er war Mitbegründer und Jurymitglied des Otto-Brenner-Preises, der Wissenschaftsstiftung der IG Metall. Er war Mitherausgeber des Forschungsjournals Soziale Bewegungen. Dazu war er ab 2007 Mitglied im Beirat von Transparency International, in welchem er Journalisten, durch Recherchehilfe, bei der Bekämpfung gegen Korruption unterstützen wollte.
Von Januar 2009 bis Dezember 2013 moderierte Leif im SWR Fernsehen die politische Talkshow 2+Leif. 2009 erhielt er eine Honorarprofessur für Politologie an der Universität Koblenz-Landau, die er bis zu seinem Tod wahrnahm.
Thomas Leif starb am 30. Dezember 2017 im Alter von 58 Jahren.

## Rezeption
In der taz wurde kritisiert, dass in Leifs Buch Beraten und verkauft zwar berichtet werde, wie Unternehmensberatungen mit arbeitgeberverbandsnahen Denkfabriken zusammenarbeiten, etwa mit der Initiative Neue Soziale Marktwirtschaft oder dem Bürgerkonvent, die Arbeit der Bertelsmann Stiftung allerdings nicht untersucht worden sei. In diesem Zusammenhang wurde die Frage aufgeworfen, ob dies damit zusammenhänge, dass das Buch im Bertelsmann Verlag erschienen sei. Leif entgegnete dazu, dass in keinem Buch „alle Themen der Welt abgehandelt werden“ könnten und die Aktivitäten der Stiftung bereits an anderer Stelle ausführlich dokumentiert seien.
Seiner 2008 in der ARD ausgestrahlten Dokumentation Quoten, Klicks und Kohle, in der u. a. ein größeres Onlineangebot des öffentlichen Rundfunks gefordert worden war, wurde von verschiedenen privaten Medien Einseitigkeit zugunsten der öffentlich-rechtlichen Sendeanstalten vorgeworfen. Aufgrund zweier förmlicher Beschwerden befasste sich der Rundfunkrat des SWR mit der Sendung. Dieser wies die Kritik zurück und lobte Leifs Beitrag als „eindrucksvolles Beispiel des Autoren- bzw. Presenter-Journalismus“.
Nach dem Tod des Journalisten bekundeten Netzwerk Recherche und die Otto-Brenner-Stiftung ihre Trauer. Von der Journalistin Brigitte Baetz wird Thomas Leif im Deutschlandfunk als „hartnäckiger Frager und rastloser Journalist“ beschrieben, was unter Journalisten leider nur die Seltenheit sei. Des Weiteren bedankte sich das Forschungsjournal Soziale Bewegungen für sein großes Engagement und seine finanzielle Unterstützung, ohne welche man, laut des Journals, manche Krisen nicht überstanden hätte. Die taz veröffentlichte einen kleinen Nachruf über sein Leben, in welchem sowohl Glanzstunden als auch Fehlschläge erläutert wurden. Er wird als hartnäckiger Journalist und talentierter Moderator beschrieben, welcher sich nicht davor scheut auch Experten kritische Fragen zu stellen. Von Kollegen wurde er auch „Professor“ genannt.

## Auszeichnungen
- 2006: Helmut-Schmidt-Journalistenpreis für die Reportage Gelesen, gelacht, gelocht – Vom Irrsinn der Beraterrepublik

## Veröffentlichungen

### Buchveröffentlichungen
- Die professionelle Bewegung. Friedensbewegung von innen. Forum-Europa-Verlag, Bonn 1985, ISBN 3-925656-00-6
- Die strategische (Ohn-)macht der Friedensbewegung. Kommunikations- und Entscheidungsstrukturen in den achtziger Jahren. Westdeutscher Verlag, Opladen 1990, ISBN 3-531-12149-9 (Dissertation)
- mit Karl Starzacher, Konrad Schacht & Bernd Friedrich (Hrsg.): Protestwähler und Wahlverweigerer. Krise der Demokratie?. Bund-Verlag, Köln 1992, ISBN 3-7663-2386-5
- mit Ansgar Klein & Hans-Josef Legrand (Hrsg.): Die politische Klasse in Deutschland. Eliten auf dem Prüfstand. Bouvier, Bonn/Berlin 1992, ISBN 3-416-02391-9
- mit Ullrich Galle (Hrsg.): Social sponsoring und social marketing. Praxisberichte über das „neue Produkt Mitgefühl“. Bund-Verlag, Köln 1993, ISBN 3-7663-2438-1
- mit Ansgar Klein & Hans-Josef Legrand (Hrsg.): Reform des DGB. Herausforderungen, Aufbruchspläne und Modernisierungskonzepte. Bund-Verlag, Köln 1993, ISBN 3-7663-2432-2
- mit Joachim Raschke: Rudolf Scharping, die SPD und die Macht. Eine Partei wird besichtigt. Rowohlt, Reinbek 1994, ISBN 3-499-13519-1
- mit Konrad Schacht & Hannelore Janssen (Hrsg.): Hilflos gegen Rechtsextremismus? Ursachen, Handlungsfelder, Projekterfahrungen. Bund-Verlag, Köln 1995, ISBN 3-7663-2572-8
- (Hrsg.): Leidenschaft: Recherche. Skandal-Geschichten und Enthüllungs-Berichte. Westdeutscher Verlag, Opladen/Wiesbaden 1999, ISBN 3-531-13290-3
- mit Rudolf Speth (Hrsg.): Die Stille Macht. Lobbyismus in Deutschland. Westdeutscher Verlag, Wiesbaden 2003, ISBN 3-531-14132-5
- (Hrsg.): Mehr Leidenschaft Recherche. Skandal-Geschichten und Enthüllungs-Berichte. Ein Handbuch zu Recherche und Informationsbeschaffung. Westdeutscher Verlag, Wiesbaden 2003, ISBN 3-531-14126-0
- mit Rudolf Speth (Hrsg.): Die fünfte Gewalt. Lobbyismus in Deutschland. VS Verlag für Sozialwissenschaften, Wiesbaden 2006, ISBN 3-531-15033-2; BpB, Bonn 2006, ISBN 3-89331-639-6
- Beraten und verkauft. McKinsey & Co. − der große Bluff der Unternehmensberater. Bertelsmann, München 2006, ISBN 978-3-570-00925-3; aktualisierte und erw. Taschenbuchausgabe: Goldmann, München 2008, ISBN 978-3-442-15485-2
- Angepasst und ausgebrannt. Die Parteien in der Nachwuchsfalle. Warum Deutschland der Stillstand droht. Bertelsmann, München 2009, ISBN 978-3-570-01129-4; Goldmann, München 2010, ISBN 978-3-442-15620-7
- (Hrsg.): Trainingshandbuch Recherche. Informationsbeschaffung professionell. 2., erw. Auflage. VS Verlag für Sozialwissenschaften, Wiesbaden 2010, ISBN 978-3-531-17427-3

### Aufsätze in Zeitschriften und Sammelbänden (Auswahl)
- Entscheidungsstrukturen in der westdeutschen Friedensbewegung. In: Leviathan. 4/1989, S. 540–560
- Die Friedensbewegung zu Beginn der achtziger Jahre, Themen und Strategien. In: Aus Politik und Zeitgeschichte. B26/89, S. 28–40
- Zwei Welten – Jugendkulturen und Jugendverbände. In: Blätter für deutsche und internationale Politik. 2/1992, S. 223–234
- Köpfe statt Konzepte? Zur Personalpolitik der Sozialdemokratie. In: Vorgänge. 2/1992, S. 24–36
- Hoffnung auf Reformen? Reformstau und Partizipationsblockaden in Parteien. In: Aus Politik und Zeitgeschichte. B43/93, S. 24–33
- Westimporte auf der ganzen Linie. Parteiprofile und Parteibindungen in Ostdeutschland. In: Landeszentrale für politische Bildung Brandenburg (Hrsg.): Die real existierende postsozialistische Gesellschaft. Berlin 1994, S. 96–100
- Mit Reformen gegen Politikverachtung? In: Vorgänge. 1/1994, S. 55–70
- Unkonventionelle Beteiligungsformen und die Notwendigkeit der Vitalisierung der Bürgergesellschaft. In: Aus Politik und Zeitgeschichte. B 38/98, S. 12–21
- „Langsam gewachsenes Holz bricht nicht so schnell.“ Rudolf Scharping, der erste sozialdemokratische Ministerpräsident von Rheinland-Pfalz - Werdegang, Armutsverständnis und politische Schwerpunkte. In: Ulrich Sarcinelli, Jürgen W. Falter, Gerd Mielke & Bodo Benzner (Hrsg.): Politische Kultur in Rheinland-Pfalz. v. Hase und Koehler, Mainz 2000, S. 437–460
- Macht ohne Verantwortung, Der wuchernde Einfluß der Medien und das Desinteresse der Gesellschaft. In: Aus Politik und Zeitgeschichte. B 41-42/2001
- Von der linken Volkspartei zum flexiblen Kanzlerwahlverein. In: Neue Gesellschaft Frankfurter Hefte. 48/3, März 2001, S. 139–144.
- Die Faszination der grossen Zahl. Freiwilliges Engagement: Politiker operieren mit geschönten Zahlen. In: Frankfurter Rundschau. 29. Dezember 2001 (Vorabdruck aus Berliner Republik)
- Verkürzte Realität, verflachter Sinn, stillgelegter Diskurs. In: Vorgänge. 2/2002, S. 39–47
- Politikvermittlung im Tal der Unterhaltung. In: Frank Nullmeier & Thomas Saretzki (Hrsg.): Jenseits des Regierungsalltags. Strategiefähigkeit politischer Parteien. Campus-Verlag, Frankfurt/New York 2002, ISBN 3-593-37017-4
- mit Anke Hassel: Reformfähige Gewerkschaften. Zum Zukunftsprozess der IG Metall. In: Gewerkschaftliche Monatshefte, 6/2002, S. 298 ff.
- Kommunikationseliten und ihre Strategien – wer füllt das Vakuum, das die Politik hinterlässt? In: Lothar Rolke & Volker Wolff (Hrsg.): Die Meinungsmacher in der Mediengesellschaft. Deutschlands Kommunikationseliten aus der Innensicht. Westdeutscher Verlag, Wiesbaden 2003, ISBN 3-531-14089-2, S. 25–34
- Der V-Mann der PR-Branche - Moritz Hunzinger hat einem zwielichtigen Gewerbe ein Gesicht gegeben. In: Rupert Ahrens & Eberhard Knödler-Bunte (Hrsg.): Public Relations in der öffentlichen Diskussion. Die Affäre Hunzinger – ein PR-Missverständnis. Media-mind-Verlag, Berlin 2003, ISBN 3-934630-01-4, S. 45–52
- Die Recherche: Von Pflicht und Kür des Journalisten. In: Vivian Massaguié & Markus Resch (Hrsg.): Faszination TV-Journalismus. Tipps und Tricks von prominenten Fernsehmachern für den Berufseinstieg. BW, Bildung-und-Wissen-Verlag, Nürnberg 2004, ISBN 3-8214-7639-7, S. 35–58
- Primadonnen, Paragrafen und Prinzipien – ein Staatsrechtler im Medien-Dschungel. In: Stefan Brink & Heinrich Amadeus Wolff (Hrsg.): Gemeinwohl und Verantwortung. Festschrift für Hans Herbert von Arnim zum 65. Geburtstag. Duncker und Humblot, Berlin 2004, ISBN 3-428-11603-8, S. 463–479
- Rückgewinnung gesellschaftlicher Funktionen. In: Christoph Fasel (Hrsg.): Qualität und Erfolg im Journalismus. UVK-Verlags-Gesellschaft, Konstanz 2005, ISBN 3-89669-700-5, S. 31–48
- Dienstleister oder Aufklärer? Nivellierung, Inszenierung und PR als Gefahr für die „Vierte Gewalt“. In: Vorgänge. 1/2005, S. 34–48
- Recherche-Journalismus als Qualitäts-Katalysator für hintergründigen Journalismus. In: Frank Werneke (Hrsg.): Die bedrohte Instanz. Positionen für einen zukunftsfähigen öffentlich-rechtlichen Rundfunk. ver.di GmbH, Berlin 2005, ISBN 3-932349-19-9
- Medien und Politikberatung – kommunizierende und konkurrierende Röhren. In: Svenja Falk, Dieter Rehfeld, Andrea Römmele & Martin Thunert (Hrsg.): Handbuch Politikberatung. VS Verlag für Sozialwissenschaften, Wiesbaden 2006, ISBN 978-3-531-14250-0, S. 322–333
- Journalisten als bessere Politikberater. In: Miriam Melanie Köhler & Christian H. Schuster (Hrsg.): Handbuch Regierungs-PR. VS Verlag für Sozialwissenschaften, Wiesbaden 2006, ISBN 978-3-531-15192-2, S. 99–111
- Macht und Elend des Presserates. In: Christian Schertz & Thomas Schuler (Hrsg.): Rufmord und Medienopfer. Die Verletzung der persönlichen Ehre. Links, Berlin 2007, ISBN 978-3-86153-424-2
- Pressefreiheit unter Druck. Recherche-Journalismus als Qualitätsanker. In: ARD-Jahrbuch 08. 40. Jahrgang. Nomos, Baden-Baden 2008, ISBN 978-3-8329-4022-5
- Renaissance der Politik durch Reform der Parteien. In: Neue Gesellschaft Frankfurter Hefte. 12/2009, S. 49–52
- Das Primat der Politik muss wiederhergestellt werden. In: Jürgen Rüttgers (Hrsg.): Berlin ist nicht Weimar. Zur Zukunft der Volksparteien. Klartext, Essen 2009, ISBN 978-3-8375-0290-9
- Gemeinden: Nährboden der Korruption. In: Hans Herbert von Arnim (Hrsg.): Defizite in der Korruptionsbekämpfung und Korruptionsforschung. Beiträge auf der 9. Speyerer Demokratietagung vom 26. und 27. Oktober 2006 an der Deutschen Hochschule für Verwaltungswissenschaften Speyer. Duncker & Humblot, Berlin 2009, ISBN 978-3-428-13242-3
- Von der Symbiose zur Systemkrise – Essay. In: Aus Politik und Zeitgeschichte. Nr. 19/2010, 3. Mai 2010 (Online).
- Skandale in der Mediengesellschaft: Das aufgeblasene Nichts und die ignorierte Relevanz. In: Hans Herbert von Arnim (Hrsg.): Integrität in Staat und Wirtschaft. Beiträge auf der 11. Speyerer Demokratietagung vom 23. bis 24. Oktober 2008 an der Deutschen Hochschule für Verwaltungswissenschaften Speyer. Duncker & Humblot, Berlin 2010, ISBN 978-3-428-13398-7
- Bestellte Wahrheiten, Lobby im Journalismus. In: Neue Gesellschaft Frankfurter Hefte. 7/8-2010, S. 39–43

### Filmografie
- Essen. Waschen. Ruhe geben. Altenpflege vor dem Kollaps. Reportage, 30 Min., Ein Film von Thomas Leif und Gottlob Schober. Schnitt: Holger Höbermann, Red.: Ursula Höltermann, Erstsendung: ARD, 19. September 2003
- Das Sex-Tabu. Priesterseminare im Zwielicht. Ein Film von Ute-Beatrix Giebel und Thomas Leif, 30 Min., Erstsendung: ARD, 22. August 2004
- Gelesen, gelacht, gelocht – Vom Irrsinn der Beraterrepublik. Reportage, 44 Min., Produktion: SWR, Regie: Harold Woetzel, Schnitt: Holger Höbermann, Erstsendung: 30. Mai 2005[19][20]
- Strippenzieher und Hinterzimmer – Meinungsmacher im Berliner Medienzirkus. Dokumentation, 45 Min., Ein Film von Thomas Leif und Julia Salden, Schnitt: Holger Höbermann, Reihe: Zapp, NDR und Betrifft SWR, Produktion: SWR, NDR, Erstsendung am 6. März 2006 SWR[21]
- Ich bin Wagner – Du bist Deutschland. Reportage über Franz Josef Wagner, 30 Min.,Schnitt: Holger Höbermann, Reihe: Zapp, NDR und Schlaglicht, SWR, Produktion: SWR, NDR, Erstsendung: 19. April 2006[22]
- Baustelle Arbeitsagentur – Die Mammutbehörde von innen. Reportage, 45 Min., Reihe: Betrifft, Regie: Harold Woetzel, Schnitt: Holger Höbermann, Produktion: SWR, Erstsendung: 25. September 2006
- Die Tricks der Weinmacher – Kulturgut oder Industrieprodukt? Reportage, 30 Min., Reihe: ARD-exclusiv, Regie: Harold Woetzel, Schnitt: Holger Höbermann, Produktion: SWR, Erstsendung: 8. November 2006[23][24][25]
- Kunsttempel oder Luftschloss? Der Kampf ums Arp-Museum. Dokumentation, 30 min., Reihe Viertel nach sechs, Co-Produktion Ulrich Paulus, Schnitt: Jörg Hommer, Produktion: SWR, Erstsendung: 22. September 2007
- [26]
- Quoten, Klicks & Kohle – Der Kampf um den Zuschauer. Dokumentation, 45 min., Reihe Betrifft, Schnitt: Holger Höbermann, Produktion: SWR, Erstsendung: 30. April 2008 (ARD)
- Tatort Kirche. Sexueller Missbrauch durch Priester. Ein Film von Annette Wagner und Thomas Leif, 30 Min., Reihe: ARD Gott und die Welt (heute: Echtes Leben), Produktion: SWR, Erstsendung: 1. September 2002, Quelle: https://www.presseportal.de/pm/7169/376263